# Серебракян, Арман
Арман Серебракян (англ. Arman Serebrakian; 9 апреля 1987, Вальехо, Калифорния) — армянский и американский горнолыжник, участник Олимпийских игр 2014 года от Армении.
Его младшая сестра, Ани-Матильда Серебракян, также профессионально занимается горнолыжным спортом и принимала участие в Олимпийских играх в Ванкувере в 2010 году.

## Биография
Родился в Калифорнии с семье этнических армян — выходцев из Ирана. Имеет двойное гражданство. С 2009 года выступает за сборную команду Армении.
В 2010 году окончил Университет Колорадо.
В спортивной программе на Олимпийских играх в Сочи Арман выступал в слаломе (с итоговым результатом 2 минуты и 0,57 секунды и 35 местом) и гигантском слаломе (2:58,40 и 46 место).